# Вьюга (рассказ)
«Вьюга» — рассказ Михаила Булгакова, входящий в цикл рассказов «Записки юного врача». Рассказ экранизирован в фильме «Морфий».

## Сюжет
После событий, описанных в рассказе «Полотенце с петухом», уездный врач прославился. Теперь к нему ездят по сотне человек в день, а второго врача в помощь нет. Однажды доктор просыпается, и ему сообщают, что он может отдохнуть: в приёмной из-за вьюги лишь два человека с больными зубами, которые может вырвать фельдшер.
Доктор впервые за месяц находит время помыться. Однако его выдёргивают из ванной запиской от другого врача, венеролога по образованию, в которой говорится, что нужна помощь женщине, ударившейся головой. Другой доктор не может справиться с кровотечением.
Доктор, приехав, не может спасти больную. Вколов морфий незадачливому жениху умершей, он собирается обратно, домой. Его отговаривают из-за вьюги, но он стремится вернуться, говоря об оставленных больных (на самом деле ему не хочется оставаться в доме, где он оказался бессилен).
Вьюга сбивает с дороги сани с доктором. Выбравшись с поля на дорогу, доктор с пожарным-возницей встречают волков, отпугивают их, чудом выбираются домой, к больнице доктора.

## Герои рассказа
- Доктор-рассказчик
- Аксинья, кухарка
- Демьян Лукич, фельдшер
- Пелагея Ивановна, акушерка
- Анна Николаевна, акушерка
- Конторщик Пальчиков
- Невеста конторщика, дочь агронома
- Пожарный из Шалометьева

Рассказ экранизирован в фильме «Морфий».